# Liste der Kulturdenkmäler in Daaden
In der Liste der Kulturdenkmäler in Daaden sind alle Kulturdenkmäler der rheinland-pfälzischen Ortsgemeinde Daaden einschließlich des Ortsteils Biersdorf aufgelistet. Grundlage ist die Denkmalliste des Landes Rheinland-Pfalz (Stand 4. Mai 2023).

## Daaden

### Denkmalzonen
| Bezeichnung                 | Lage | Baujahr                 | Beschreibung | Bild                           |
| --------------------------- | --- | ----------------------- | --- | ------------------------------ |
| Denkmalzone Kirchplatz      | Kirchplatz 1–9, Kirchhofgasse 4, Denkmalstraße 7–17 (ungerade Nummern), 10 und 12, Hachenburgerstraße 2, Mittelstraße 4 Lage | 17. und 18. Jahrhundert | Bauten der West- und Südseite überwiegend aus dem 17. und 18. Jahrhundert, nach Süden anschließende Häuser und Kleingehöfte mit überwiegend historischer Substanz, die exemplarisch die frühere Bauweise im Ortsteil um die Kirche dokumentieren | weitere Bilder Fotos hochladen |
| Denkmalzone Lamprechtstraße | Lamprechtstraße 33–43 (ungerade Nummern) und 38–58 (gerade Nummern) und Kronenburgerweg 1, 2/4, 6, 8 und 16 Lage             | 17. und 18. Jahrhundert | bauliche Strukturen und die meisten Bauten des 17. und 18. Jahrhunderts ungewöhnlich vollständig erhalten; stattliche Fachwerkbauten sowie kleinere Anwesen                                                                                      | weitere Bilder Fotos hochladen |

### Einzeldenkmäler
| Bezeichnung             | Lage                                                 | Baujahr                            | Beschreibung | Bild                           |
| ----------------------- | ---------------------------------------------------- | ---------------------------------- | --- | ------------------------------ |
| Wohnhaus                | Austraße 2 Lage                                      | um 1700                            | Fachwerkhaus, um 1700 | Fotos hochladen                |
| Bahnhof Daaden          | Bahnhofstraße 11 Lage                                | gegen 1886                         | Bahnhofsgebäude der Daadetalbahn; Typenbau, gegen 1886                                                                                              | weitere Bilder Fotos hochladen |
| Hotel                   | Betzdorfer Straße 31 Lage                            | 19. Jahrhundert                    | Fachwerkhaus, 19. Jahrhundert, Umbau zum Hotel um 1900, Saalanbau 1908                                                                              | Fotos hochladen                |
| Wohnhaus                | Betzdorfer Straße 76 Lage                            | 1910er Jahre                       | Wohnhaus, Zierfachwerk, 1910er Jahre | Fotos hochladen                |
| Quereinhaus             | Denkmalstraße 11 Lage                                | 18. und 19. Jahrhundert            | Fachwerk-Quereinhaus mit Niederlass, 18. und 19. Jahrhundert                                                                                        | Fotos hochladen                |
| Wohn- und Geschäftshaus | Denkmalstraße 17 Lage                                | 18. Jahrhundert                    | Fachwerkhaus, teilweise verschiefert, 18. Jahrhundert                                                                                               | weitere Bilder Fotos hochladen |
| Luisenschule            | Hachenburger Straße 1 Lage                           | 1912                               | Mansarddachbau, Reformarchitektur, 1912 | weitere Bilder Fotos hochladen |
| Brunnen                 | Hachenburger Straße, bei Nr. 2 Lage                  | zweite Hälfte des 19. Jahrhunderts | gusseiserner Laufbrunnen, zweite Hälfte des 19. Jahrhunderts                                                                                        | weitere Bilder Fotos hochladen |
| von Schütz’sches Haus   | Im Schützenhof 10 Lage                               | 1671                               | jetzt Heimatmuseum; langgestreckter Bau, Rundturm, 1671, Architekt N. W. Sinolt                                                                     | weitere Bilder Fotos hochladen |
| Wohnhaus                | Kirchplatz 2 Lage                                    | 20. Jahrhundert                    | Fachwerkneubau mit zwei nach dem alten Vorbild kopierten Fassaden                                                                                   | weitere Bilder Fotos hochladen |
| Quereinhaus             | Kirchplatz 5 Lage                                    | 17. Jahrhundert                    | Fachwerk-Quereinhaus, teilweise massiv, 17. Jahrhundert                                                                                             | weitere Bilder Fotos hochladen |
| Evangelische Kirche     | Kirchplatz 10 Lage                                   | 1136                               | romanischer Westturm, 1136, einschiffige kreuzförmige Anlage, 1722–24, Architekt Julius Ludwig Rothweil                                             | weitere Bilder Fotos hochladen |
| Hofanlage               | Kronenburgerweg 1 Lage                               | 18. Jahrhundert                    | Hofanlage, 18. Jahrhundert; Fachwerkhaus, teilweise massiv oder verschiefert, Fachwerkscheune                                                       | weitere Bilder Fotos hochladen |
| Quereinhaus             | Kronenburgerweg 8 Lage                               | 18. Jahrhundert                    | ehemaliges Quereinhaus; Fachwerkbau, teilweise verschiefert,                                                                                        | Fotos hochladen                |
| Wohnhaus                | Kronenburgerweg 9 Lage                               | 18. Jahrhundert                    | Wohnhaus, teilweise Fachwerk, teilweise verkleidet, 18. Jahrhundert                                                                                 | BW                             |
| Hofanlage               | Kronenburgerweg 16 Lage                              | 19. Jahrhundert                    | Hofanlage, 19. Jahrhundert; Fachwerkhaus mit Niederlass, verkleidet, Scheune                                                                        | BW                             |
| Kindergarten            | Lamprechtstraße 17a Lage                             | 1883                               | ehemalige Schule; unverputzter Backsteinbau, 1883                                                                                                   | Fotos hochladen                |
| Wohnhaus                | Lamprechtstraße 35 Lage                              | 17. oder 18. Jahrhundert           | Fachwerkhaus, teilweise massiv, verkleidet, 17. oder 18. Jahrhundert                                                                                | Fotos hochladen                |
| Wohnhaus                | Lamprechtstraße 38 Lage                              | 18. Jahrhundert                    | Fachwerkhaus, teilweise verputzt oder verschiefert, 18. Jahrhundert                                                                                 | Fotos hochladen                |
| Zehntscheune            | Lamprechtstraße 39/41 Lage                           | 18. Jahrhundert                    | ehemalige Zehntscheune; Fachwerkbau, teilweise verschiefert, teilweise Stroh-Lehm-Behang, 18. Jahrhundert                                           | weitere Bilder Fotos hochladen |
| Wohn- und Geschäftshaus | Lamprechtstraße 43 Lage                              | um 1850                            | fünfachsiger Putzfachwerkbau, teilweise massiv, um 1850                                                                                             | weitere Bilder Fotos hochladen |
| Quereinhaus             | Lamprechtstraße 48/50 Lage                           | 17. oder 18. Jahrhundert           | ehemaliges Quereinhaus; Fachwerkbau, verkleidet, 17. oder 18. Jahrhundert                                                                           | weitere Bilder Fotos hochladen |
| Quereinhaus             | Lamprechtstraße 54 Lage                              | zweite Hälfte des 17. Jahrhunderts | wohl ehemaliges Quereinhaus; Fachwerkbau, teilweise massiv, im Kern aus der zweiten Hälfte des 17. Jahrhunderts, Umbau 1939, heute Volksbank Daaden | weitere Bilder Fotos hochladen |
| Wohn- und Geschäftshaus | Lamprechtstraße 56 Lage                              | 18. Jahrhundert                    | stattliches Fachwerkhaus, 18. Jahrhundert, ehemals Haus Eckhardt                                                                                    | weitere Bilder Fotos hochladen |
| Wohn- und Geschäftshaus | Lamprechtstraße 58 Lage                              | um 1800                            | Mansarddachbau, Fachwerk, wohl um 1800 | weitere Bilder Fotos hochladen |
| Gasthaus Koch           | Mittelstraße, zu Nr. 4 Lage                          | um 1700                            | Fachwerkbau, teilweise verschiefert, angeblich von 1600, eher wohl um 1700                                                                          | weitere Bilder Fotos hochladen |
| Wohnhaus                | Mittelstraße 20 Lage                                 | erste Hälfte des 19. Jahrhunderts  | Krüppelwalmdachbau, teilweise verschiefert, teilweise Fachwerk, erste Hälfte des 19. Jahrhunderts                                                   | BW                             |
| Wohnhaus                | Mühlhofsweg 2 Lage                                   | 18. oder 19. Jahrhundert           | Fachwerkhaus, verschiefert, 18. oder 19. Jahrhundert                                                                                                | Fotos hochladen                |
| Hofanlage               | Mühlhofsweg 11 Lage                                  | 17. oder 18. Jahrhundert           | Hofanlage; Fachwerkhaus, verkleidet, 17. oder 18. Jahrhundert, im 19. oder 20. Jahrhundert erhöht, Fachwerkscheune 18. Jahrhundert                  | weitere Bilder Fotos hochladen |
| Wohn- und Geschäftshaus | Saynische Straße 6 Lage                              | 17. Jahrhundert                    | Fachwerkhaus, wohl aus dem 17. Jahrhundert | Fotos hochladen                |
| Quereinhaus             | Wiesenstraße 4 Lage                                  | 17. oder 18. Jahrhundert           | Wohnteil eines ehemaligen Fachwerk-Quereinhauses, teilweise massiv, teilweise verschiefert, 17. oder 18. Jahrhundert                                | weitere Bilder Fotos hochladen |
| Quereinhaus             | Wiesenstraße 9 Lage                                  | 18. Jahrhundert                    | Fachwerkhaus, teilweise massiv, 18. Jahrhundert | weitere Bilder Fotos hochladen |
| Steinchesmühle          | südöstlich der Stadt an der K 109 Lage               | 17. oder 18. Jahrhundert           | Fachwerkhaus mit Niederlass, 17. oder 18. Jahrhundert                                                                                               | Fotos hochladen                |
| Kriegerdenkmal          | südlich oberhalb der Stadt; Flur Hinter der Ley Lage | 1924                               | Kriegerdenkmal; Terrassenanlage, Entwurf Richard Merkel, 1924, Inschrifttafeln nach 1945                                                            | weitere Bilder Fotos hochladen |

## Biersdorf

### Denkmalzonen
| Bezeichnung                    | Lage | Baujahr         | Beschreibung | Bild                           |
| ------------------------------ | --- | --------------- | --- | ------------------------------ |
| Denkmalzone Ortskern Biersdorf | Oberer Mühlhof 1–31 (ungerade Nummern), 2, 4 und 10, Werrbachstraße 3–13 (ungerade Nummern) und 10–20 (gerade Nummern), Im Krain 1 und 2 Lage |                 | für die Region typisches Ortsbild mit dicht gedrängten Wohnhäusern und kleinen Gehöften, häufig mit Fachwerkfassaden, Gärten teilweise mit schmiedeeiserner Einfriedung | weitere Bilder Fotos hochladen |
| Denkmalzone Unterer Mühlhof    | Unterer Mühlhof 13, 15, 17 und 21 Lage | 18. Jahrhundert | vier straßenbildprägende Häuser bzw. Gehöfte des 18. Jahrhunderts | weitere Bilder Fotos hochladen |

### Einzeldenkmäler
| Bezeichnung             | Lage                               | Baujahr                         | Beschreibung                                                                                              | Bild                           |
| ----------------------- | ---------------------------------- | ------------------------------- | --- | ------------------------------ |
| Wohnhaus                | Am Glaskopf 2 Lage                 | 18. Jahrhundert                 | Wohnstallhaus mit Niederlass, Fachwerk, teilweise verschiefert, 18. Jahrhundert                           | Fotos hochladen                |
| Stollenmundlöcher       | Betzdorfer Straße Lage             | 1861 und 1919                   | Stollenmundlöcher der ehemaligen Eisenerzgrube Füsseberg, bezeichnet 1861 und 1919                        | weitere Bilder Fotos hochladen |
| Villa                   | Betzdorfer Straße 83 Lage          | um 1910                         | Villa, Zierfachwerk, um 1910                                                                              | Fotos hochladen                |
| Villa                   | Betzdorfer Straße 85 Lage          | um 1910                         | Villa, Zierfachwerk, teilweise verschiefert, um 1910                                                      | weitere Bilder Fotos hochladen |
| Biersdorfer Hütte       | Betzdorfer Straße 91 Lage          | 1910er Jahre                    | stattlicher Fachwerkbau, Nebengebäude, 1910er Jahre                                                       | Fotos hochladen                |
| Quereinhaus             | Betzdorfer Straße 137 Lage         | Mitte des 19. Jahrhunderts      | Fachwerk-Quereinhaus, teilweise verschiefert, Mitte des 19. Jahrhunderts                                  | BW                             |
| Villa Felseneck         | Betzdorfer Straße 142 Lage         | vor 1910                        | Villa, Landhausstil, vor 1910                                                                             | weitere Bilder Fotos hochladen |
| Wohn- und Geschäftshaus | Betzdorfer Straße 144 Lage         | 18. Jahrhundert                 | Fachwerkhaus, teilweise verschiefert, 18. Jahrhundert                                                     | Fotos hochladen                |
| Wohnhaus                | Oberer Mühlhof 2 Lage              | um 1800                         | stattliches Fachwerkhaus, teilweise verschiefert, um 1800                                                 | weitere Bilder Fotos hochladen |
| Wohnhaus                | Oberer Mühlhof 10 Lage             | 18. Jahrhundert                 | Fachwerkhaus, teilweise verschiefert, 18. Jahrhundert                                                     | weitere Bilder Fotos hochladen |
| Wohnhaus                | Oberer Mühlhof 19 Lage             | 18. und 19. Jahrhundert         | Fachwerkhaus, teilweise massiv, teilweise verkleidet oder verschiefert, 18. und 19. Jahrhundert           | Fotos hochladen                |
| Quereinhaus             | Unterer Mühlhof 15 Lage            | 18. und 19. Jahrhundert         | ehemaliges Fachwerk-Quereinhaus mit Niederlass, teilweise massiv oder verkleidet, 18. und 19. Jahrhundert | Fotos hochladen                |
| Quereinhaus             | Unterer Mühlhof 17 Lage            | 18. oder frühes 19. Jahrhundert | Fachwerk-Quereinhaus mit Kniestock, 18. oder frühes 19. Jahrhundert                                       | Fotos hochladen                |
| Mühle                   | Unterer Mühlhof 19 Lage            | 1935                            | ehemalige Mühle; dreigeschossiger Bau, 1935, 1955 zweigeschossig erweitert                                | Fotos hochladen                |
| Wohnhaus                | Unterer Mühlhof, neben Nr. 21 Lage | 18. Jahrhundert                 | Fachwerkhaus, 18. Jahrhundert                                                                             | Fotos hochladen                |
| Quereinhaus             | Werrbachstraße 10/12 Lage          | 18. Jahrhundert                 | Fachwerk-Quereinhaus, teilweise verschiefert, 18. Jahrhundert                                             | Fotos hochladen                |
| Wohnhaus                | Werrbachstraße 16 Lage             | 18. Jahrhundert                 | Fachwerkhaus, teilweise verschiefert, 18. Jahrhundert                                                     | Fotos hochladen                |

### Ehemalige Kulturdenkmäler
| Bezeichnung       | Lage                | Baujahr    | Beschreibung | Bild                           |
| ----------------- | ------------------- | ---------- | --- | ------------------------------ |
| Bahnhof Biersdorf | Am Füsseberg 5 Lage | gegen 1886 | ehemaliger Bahnhof; Stationsgebäude mit Güterschuppen; Typenbau, gegen 1886; 2022 aus der Denkmalliste gelöscht | weitere Bilder Fotos hochladen |